# Joaquim António da Silva Ferrão
Joaquim António da Silva Ferrão foi um administrador colonial português que exerceu o cargo de Governador no antigo território português subordinado a Macau de Timor-Leste entre 1876 e 1878, tendo sido antecedido por Hugo Goodair de Lacerda Castelo Branco e sucedido pelo mesmo Hugo Goodair a quando do seu 1.º e 2.º mandato.